# Otto von Habsburg
Franz Josef Otto Robert Maria Carlos Anton Karl Max Heinrich Sixtus Xavier Felix René Ludwig Gaetano Pius Ignazius von Habsburg, född 20 november 1912 i Villa Wartholz i Reichenau an der Rax, Niederösterreich, död 4 juli 2011 i Pöcking, Bayern, var en tysk-österrikisk politiker och Österrike-Ungerns siste kronprins.

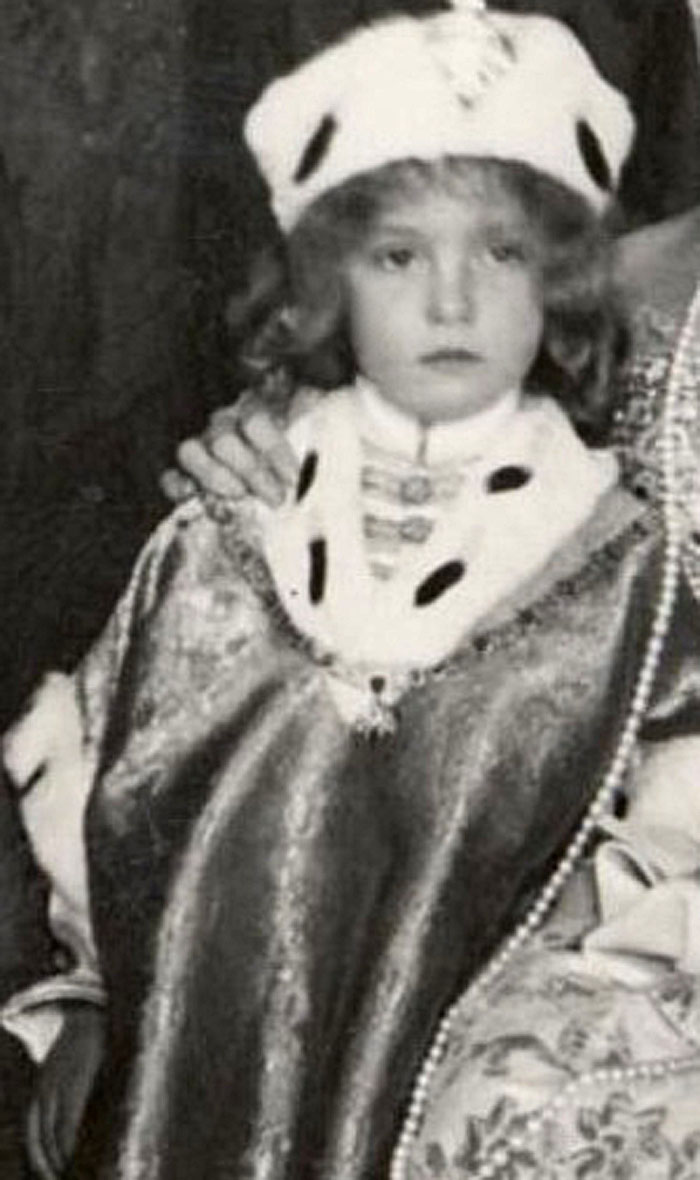
Kronprins Otto vid sin fars kröning, i Budapest 1916.

## Uppväxt och barndom
Otto von Habsburg föddes som son till kejsar Karl I av Österrike och Zita av Bourbon-Parma och var från faderns succession till den österrikisk-ungerska tronen 21 november 1916 till monarkins avskaffande 1918 kronprins av Österrike-Ungern. Vid fyra års ålder, 21 november 1916, blev han kronprins av Österrike och 11 november 1918 utsågs han till ställföreträdande statschef för sin far i händelse av dennes frånfälle. Efter monarkins avskaffande lämnade familjen landet 24 mars 1919 och bodde till januari 1922 på olika slott i Schweiz. Under denna tid fastslogs att familjen var landsförvisade från republiken Österrike. Den 1 april 1922 avled von Habsburgs far på Madeira varvid sonen blev huvudman för huset Habsburg. Eftersom han bara var tio år gammal fick han sin mor till förmyndare.

## Utbildning och karriär

### Mellankrigstiden
1929 påbörjade Otto von Habsburg studier vid Universitetet i Leuven under titeln hertig av Bar. År 1930 blev han stormästare i Gyllene Skinnets orden. I februari 1938 skrev han ett brev till Österrikes förbundskansler Kurt von Schuschnigg vari han föreslog bildandet av en koalitionsregering för att möta hotet från Nazityskland. von Habsburg erbjöd sig att anta posten som förbundskansler, men von Schuschnigg lade förslaget åt sidan. 22 april 1938 efterlystes von Habsburg av Tyskland och han tvingades under maj–juni 1940 att fly landet via Frankrike och Portugal till USA. Här blev han kvar till 1944 då han lämnade USA och bosatte sig i Spanien och sedan Frankrike till 1954.

## Efter andra världskriget
År 1936 hade Otto von Habsburg blivit medlem av Paneuropeiska unionen. Under en lång följd av år, 1957–1972, var han dess vicepresident innan han utsågs till president från 1973. Den 1 juni 1966 hävdes landsförvisningen formellt och den 31 oktober samma år besökte von Habsburg Österrike för första gången sedan 1940. Den 10 juni 1979 blev han medlem av Europaparlamentet, en post som han innehade fram till 1999. Året därpå, 30 november 2000, överlämnade han stormästerskapet för den österrikiska grenen av Gyllene Skinnets Orden till sin son Karl Habsburg-Lothringen. År 1995 utnämndes han till hedersdoktor vid Åbo universitet.
Otto von Habsburg bodde fram till sin död i Bayern.

## Familj
Otto von Habsburg gifte sig 10 maj 1951 i Église des Cordeliers i Nancy med prinsessan Regina av Sachsen-Meiningen (1925-2010). I äktenskapet föddes sju barn:
1. Andrea Maria von Habsburg, född 1953
2. Monika von Habsburg, född 1954
3. Michaela von Habsburg, född 1954
4. Gabriela von Habsburg, född 1956
5. Walburga Habsburg Douglas, född 1958
6. Karl Habsburg-Lothringen, född 1961
7. Paul Georg von Habsburg, född 1964